# سيمون بيتليك
سيمون بيتليك (مواليد 11 ديسمبر 2000) هو لاعب كرة يد دنماركي يلعب في نادي جوج ومنتخب الدنمارك .

## روابط خارجية
- سيمون بيتليك على موقع الاتحاد الأوروبي لكرة اليد (الإنجليزية)